# Plexicushion

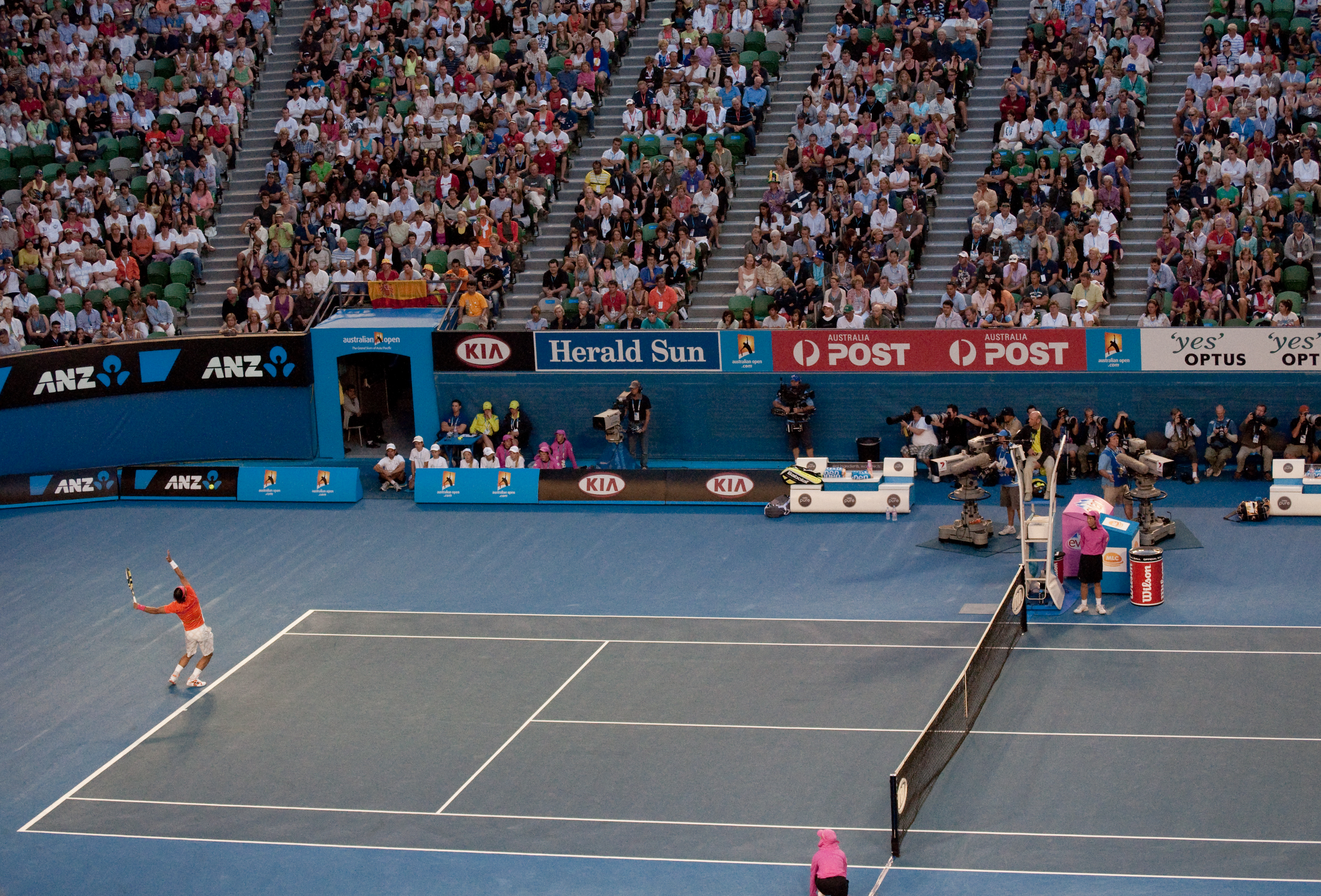
La Rod Laver Arena amb pista de Plexicushion al Open d'Austràlia 2010.

El plexicushion és un tipus de pista dura de tennis, que es fa servir en alguns campionats, essent el més important d'ells l'Open d'Austràlia. Aquesta superfície va aparèixer per primer cop el 2008 per substituir un altre tipus de pista dura que havia causat força controvèrsia, la Rebound Ace que també es feia servir a l'Open d'Austràlia, per tal de reduir les lesions que patien els jugadors que eren sobretot de turmell. Aquest canvi va comportar molta controvèrsia a nivell nacional, ja que el Rebound Ace era fabricat per una empresa australiana, i en canvi el Plexicushion és fabricat per una empresa dels Estats Units.
La superfície és fabricada per l'empresa Plexipave amb un substrat de plexicushion (una barreja de làtex, cautxú i partícules de plàstic) i es tracta d'una superfície 100% acrílica. Aquesta superfície permet un bot més uniforme de la pilota i una major regularitat en la velocitat de la pista davant dels canvis de temperatura. La Federació Internacional de Tennis ha classificat la pista de Plexicushion utilitzada a l'Open d'Austràlia, la Plexicushion Prestige, com una pista de categoria 4 (mitja-ràpida) i de tipus A (acrílica).